# Tricimba spinigera
Tricimba spinigera är en tvåvingeart som beskrevs av Malloch 1913. Tricimba spinigera ingår i släktet Tricimba och familjen fritflugor. Inga underarter finns listade i Catalogue of Life.